# Peter Gregg

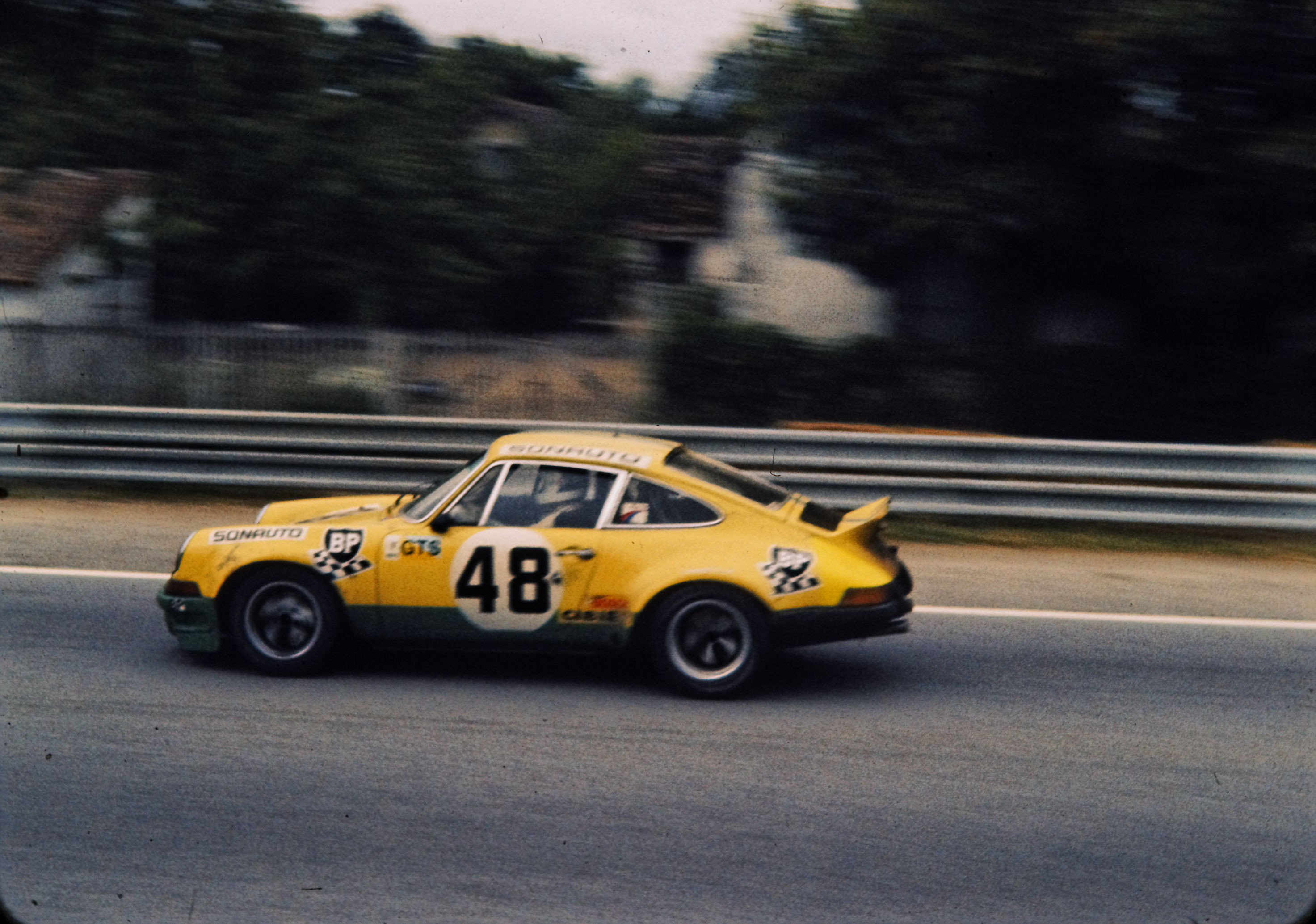
Der von Peter Gregg gefahrene Porsche 911 Carrera RSR beim 24-Stunden-Rennen von Le Mans 1973

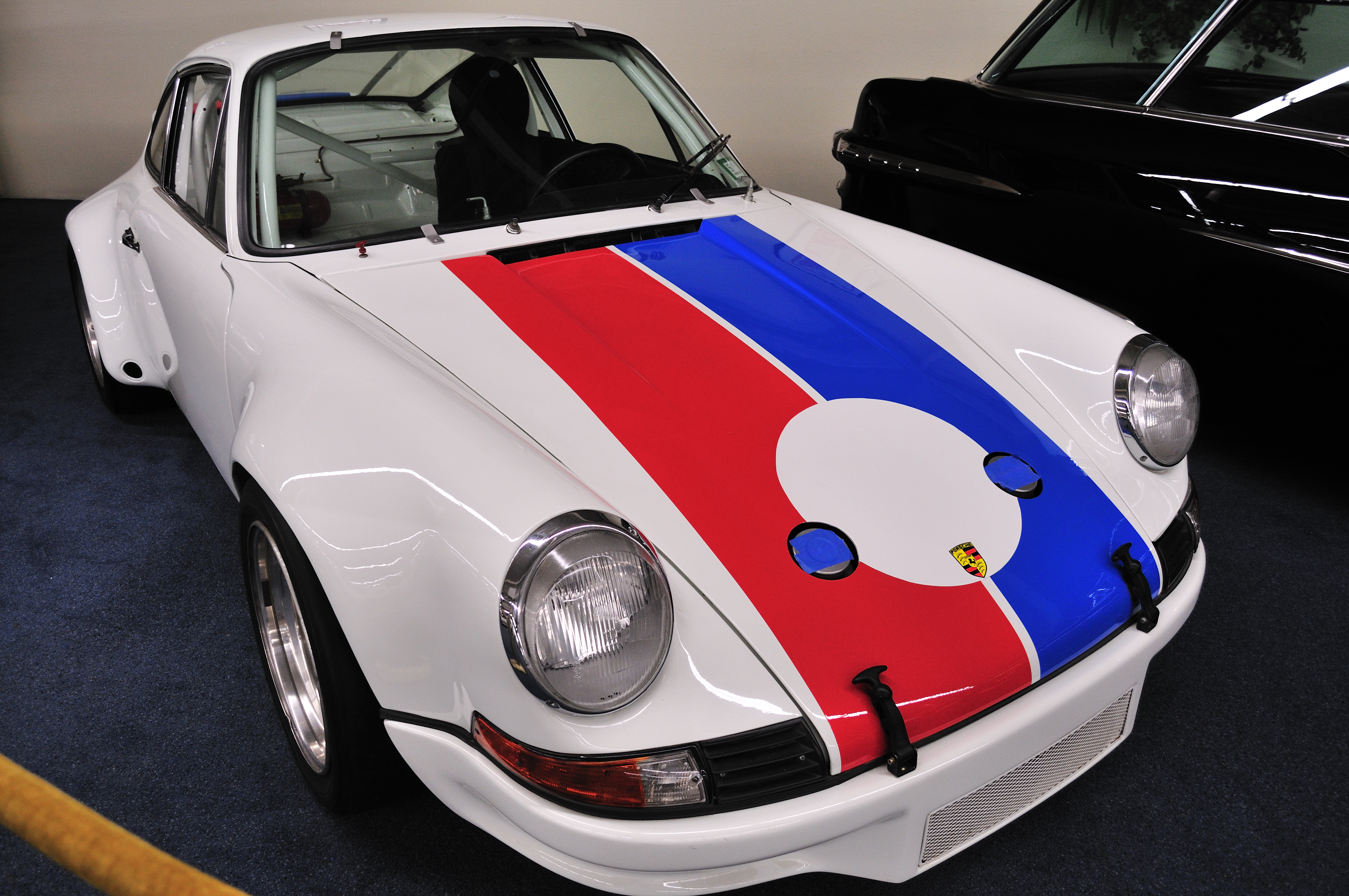
Porsche 911 Carrera RSR wie er 1973 von Peter Gregg gefahren wurde

Peter Holden Gregg  (* 4. Mai 1940 in New York City; † 15. Dezember 1980 in Ponte Vedra Beach) war ein US-amerikanischer Autorennfahrer.

## Karriere
Peter Gregg war der Sohn eines Marineingenieurs und studierte in den 1950er-Jahren Englisch an der Universität von Harvard. Wie sein Vater ging auch er zur Marine der Vereinigten Staaten und war in Jacksonville als Nachrichtenoffizier stationiert. 
Gregg war schon neben seiner Marinetätigkeit als Amateur Autorennen gefahren und begann 1965, nach seinem Abschied von der Marine, mit einer professionellen Rennkarriere. In den 1960er-Jahren baute er sich auch eine bürgerliche Existenz als Autohändler auf. Er vertrat die Marken Porsche, Mercedes-Benz, Fiat und MG. Gemeinsam mit seinem Freund Hurley Haywood, mit dem er die meisten seiner Sportwagenerfolge einfuhr, überzog er Florida mit einem profitablen Händlernetz.
Mitte der 1960er-Jahre erreichte er die ersten Erfolge im Rennsport. 1967 sicherte er sich die Gesamtwertung der SCCA-Southeastern-Division, einer Sportwagenrennserie, in zwei Klassen. Es folgten weitere Titel in der Trans-Am-Serie (1973 und 1974) und der IMSA-GTO-Meisterschaft (1971 und 1973). Nach seinem ersten Triumph beim 24-Stunden-Rennen von Daytona 1973, gemeinsam mit Haywood im Porsche 911 Carrera, trat er überraschend vom Rennsport zurück, um einen Job als Bankdirektor in Jacksonville anzunehmen. Peter Gregg blieb jedoch nur ein Jahr dem Motorsport fern und kehrte schon 1975 an die Rennstrecken zurück. 
Die folgenden Jahre machten ihn zu einem der erfolgreichsten Piloten der US-amerikanischen Sportwagenrennen. Vier weitere Male gewann er die Gesamtwertung der GTO-Klasse der IMSA-GTP-Serie. Drei weitere Male, 1975, 1976 und 1978, war er beim 24-Stunden-Rennen von Daytona siegreich. Nur beim 24-Stunden-Rennen von Le Mans blieb ihm der ganz große Erfolg versagt. Zweimal – 1966 hatte er dort debütiert – kam er als Gesamtdritter aufs Siegerpodest der ersten drei. 1980 hatte er in Le Mans auf dem Weg zur Rennstrecke einen Unfall und trug dabei leichte Kopfverletzungen davon. 
Am 15. Dezember 1980, wenige Tage nach seiner Hochzeit mit Deborah Gregg, geborene Mars, beging Peter Gregg Selbstmord. Der Grund für diese Tat konnte nie ganz geklärt werden. Eine mögliche Ursache sollen die Folgen des Straßenunfalls bei Le Mans gewesen sein.

## Statistik

### Le-Mans-Ergebnisse
| Jahr | Team                          | Fahrzeug                | Teamkollege        | Teamkollege    | Platzierung            | Ausfallgrund          |
| ---- | ----------------------------- | ----------------------- | ------------------ | -------------- | ---------------------- | --------------------- |
| 1966 | Porsche System Engineering    | Porsche 906             | Sten Axelsson      |                | Ausfall                | Motorschaden          |
| 1973 | Porsche Sonauto BP Racing     | Porsche 911 Carrera RSR | Guy Chasseuil      |                | Rang 14                |                       |
| 1976 | BMW Motorsport GmbH           | BMW 3.0 CSL             | Brian Redman       |                | Ausfall                | Defekt an der Ölpumpe |
| 1977 | JMS Racing Team               | Porsche 935             | Claude Ballot-Léna |                | Rang 3 und Klassensieg |                       |
| 1978 | Martini Racing Porsche System | Porsche 936/77          | Hurley Haywood     | Reinhold Joest | Rang 3                 |                       |
| 1979 | JMS Racing Charles Pozzi      | Ferrari 512 BB LM       | Claude Ballot-Léna | Michel Leclère | Ausfall                | Unfall                |

### Sebring-Ergebnisse
| Jahr | Team                         | Fahrzeug            | Teamkollege    | Teamkollege  | Platzierung             | Ausfallgrund      |
| ---- | ---------------------------- | ------------------- | -------------- | ------------ | ----------------------- | ----------------- |
| 1965 | Peter Gregg                  | Porsche 904 GTS     | George Barber  |              | Ausfall                 | Chassis gebrochen |
| 1966 | Porsche Germany              | Porsche 904 GTS     | George Follmer |              | Rang 7 und Klassensieg  |                   |
| 1967 | Porsche Auto                 | Porsche 906         | Joe Buzzetta   |              | Rang 7                  |                   |
| 1969 | Wilbur Pickett               | Porsche 911         | Wilbur Pickett |              | Rang 17 und Klassensieg |                   |
| 1970 | Brumos Porsche Audi Corp.    | Porsche 911T        | Pete Harrison  |              | Rang 13 und Klassensieg |                   |
| 1971 | Brumos Porsche Audi Corp.    | Porsche 914/6       | Hurley Haywood |              | Rang 14                 |                   |
| 1972 | Brumos Porsche Audi Corp.    | Porsche 911S        | Hurley Haywood |              | Rang 5 und Klassensieg  |                   |
| 1973 | Dr. Dave Helmick             | Porsche Carrera RSR | Hurley Haywood | Dave Helmick | Gesamtsieg              |                   |
| 1975 | Brumos Porsche-Audi          | Porsche Carrera RSR | Hurley Haywood |              | Ausfall                 | Aufhängung        |
| 1976 | BMW Motorsport North America | BMW 3.0 CSL         | Hurley Haywood |              | Rang 7                  |                   |
| 1977 | Brumos Racing                | Porsche 934         | Jim Busby      |              | Rang 3                  |                   |
| 1978 | Brumos Porsche               | Porsche 935         | Brad Frisselle |              | Ausfall                 | Unfall            |
| 1979 | Thunderbird Swap-Shop        | Porsche 935/77A     | Hurley Haywood | Preston Henn | Ausfall                 | Motorschaden      |
| 1980 | Bayside Disposal Racing      | Porsche 935/77A     | Hurley Haywood | Bruce Leven  | Rang 10                 |                   |

### Einzelergebnisse in der Sportwagen-Weltmeisterschaft
| Saison | Team                                                 | Rennwagen                                        | 1   | 2   | 3   | 4   | 5   | 6   | 7   | 8   | 9   | 10  | 11  | 12  | 13  | 14  | 15  | 16  | 17  | 18  | 19  | 20  |
| ------ | ---------------------------------------------------- | ------------------------------------------------ | --- | --- | --- | --- | --- | --- | --- | --- | --- | --- | --- | --- | --- | --- | --- | --- | --- | --- | --- | --- |
| 1964   | Peter Gregg                                          | Triumph TR4                                      | DAY | SEB | TAR | MON | SPA | CON | NÜR | ROS | LEM | REI | FRE | CCE | RTT | SIM | NÜR | MON | TDF | BRI | BRI | PAR |
| 1964   | Peter Gregg                                          | Triumph TR4                                      | 22  |     |     |     |     |     |     |     |     |     |     |     |     |     |     |     |     |     |     |     |
| 1965   | Peter Gregg                                          | Porsche 904                                      | DAY | SEB | BOL | MON | MON | RTT | TAR | SPA | NÜR | MUG | ROS | LEM | REI | BOZ | FRE | CCE | OVI | NÜR | BRI | BRI |
| 1965   | Peter Gregg                                          | Porsche 904                                      | 8   | DNF |     |     |     |     |     |     |     |     |     |     |     |     |     |     |     |     |     |     |
| 1966   | Brumos Porsche Porsche                               | Porsche 904 Porsche 906                          | DAY | SEB | MON | TAR | SPA | NÜR | LEM | MUG | CCE | HOK | SIM | NÜR | ZEL |     |     |     |     |     |     |     |
| 1966   | Brumos Porsche Porsche                               | Porsche 904 Porsche 906                          | 10  | 7   |     |     |     |     | DNF |     |     |     |     |     |     |     |     |     |     |     |     |     |
| 1967   | NART Porsche                                         | Ferrari 365P2 Porsche 906                        | DAY | SEB | MON | SPA | TAR | NÜR | LEM | HOK | MUG | BRH | CCE | ZEL | OVI | NÜR |     |     |     |     |     |     |
| 1967   | NART Porsche                                         | Ferrari 365P2 Porsche 906                        | DNF | 7   |     |     |     |     |     |     |     |     |     |     |     |     |     |     |     |     |     |     |
| 1968   | Brumos Porsche Sten Axelsson Racing                  | Porsche 911                                      | DAY | SEB | BRH | MON | TAR | NÜR | SPA | WAT | ZEL | LEM |     |     |     |     |     |     |     |     |     |     |
| 1968   | Brumos Porsche Sten Axelsson Racing                  | Porsche 911                                      | 9   |     |     |     |     | 27  |     | 8   |     |     |     |     |     |     |     |     |     |     |     |     |
| 1969   | Brumos Porsche                                       | Porsche 911                                      | DAY | SEB | BRH | MON | TAR | SPA | NÜR | LEM | WAT | ZEL |     |     |     |     |     |     |     |     |     |     |
| 1969   | Brumos Porsche                                       | Porsche 911                                      | DNF | 17  |     |     |     |     |     |     | 8   |     |     |     |     |     |     |     |     |     |     |     |
| 1970   | Brumos Porsche                                       | Porsche 911                                      | DAY | SEB | BRH | MON | TAR | SPA | NÜR | LEM | WAT | ZEL |     |     |     |     |     |     |     |     |     |     |
| 1970   | Brumos Porsche                                       | Porsche 911                                      | 13  |     |     |     |     |     |     |     |     |     |     |     |     |     |     |     |     |     |     |     |
| 1971   | Brumos Porsche                                       | Porsche 914                                      | BUA | DAY | SEB | BRH | MON | SPA | TAR | NÜR | LEM | ZEL | WAT |     |     |     |     |     |     |     |     |     |
| 1971   | Brumos Porsche                                       | Porsche 914                                      |     | DNF | 13  |     |     |     |     |     |     |     | 6   |     |     |     |     |     |     |     |     |     |
| 1972   | Brumos Porsche                                       | Porsche 911                                      | BUA | DAY | SEB | BRH | MON | SPA | TAR | NÜR | LEM | ZEL | WAT |     |     |     |     |     |     |     |     |     |
| 1972   | Brumos Porsche                                       | Porsche 911                                      |     | 6   | 5   |     |     |     |     |     |     |     | DNF |     |     |     |     |     |     |     |     |     |
| 1973   | Brumos Porsche Porsche Sonauto                       | Porsche Carrera RSR                              | DAY | VAL | DIJ | MON | SPA | TAR | NÜR | LEM | ZEL | WAT |     |     |     |     |     |     |     |     |     |     |
| 1973   | Brumos Porsche Porsche Sonauto                       | Porsche Carrera RSR                              | 1   |     |     |     |     |     |     | 14  |     | 7   |     |     |     |     |     |     |     |     |     |     |
| 1974   | Brumos Porsche                                       | Porsche Carrera RSR                              | MON | SPA | NÜR | IMO | LEM | ZEL | WAT | LEC | BRH | KYA |     |     |     |     |     |     |     |     |     |     |
| 1974   | Brumos Porsche                                       | Porsche Carrera RSR                              |     |     |     | 3   |     |     |     |     |     |     |     |     |     |     |     |     |     |     |     |     |
| 1975   | Brumos Porsche Holbert Porsche                       | Porsche 911 Porsche Carrera RSR                  | DAY | MUG | DIJ | MON | SPA | PER | NÜR | ZEL | WAT |     |     |     |     |     |     |     |     |     |     |     |
| 1975   | Brumos Porsche Holbert Porsche                       | Porsche 911 Porsche Carrera RSR                  | 1   |     |     |     |     |     |     |     | 7   |     |     |     |     |     |     |     |     |     |     |     |
| 1976   | Brumos Kendall                                       | BMW 3.5 CSL                                      | MUG | VAL | NÜR | MON | SIL | IMO | NÜR | ZEL | PER | WAT | MOS | DIJ | DIJ | SAL |     |     |     |     |     |     |
| 1976   | Brumos Kendall                                       | BMW 3.5 CSL                                      |     |     |     |     |     |     | 4   |     |     |     |     |     |     |     |     |     |     |     |     |     |
| 1977   | Brumos Racing                                        | Porsche 934                                      | DAY | MUG | DIJ | MON | SIL | NÜR | VAL | PER | WAT | EST | LEC | MOS | IMO | SAL | BRH | HOK | VAL |     |     |     |
| 1977   | Brumos Racing                                        | Porsche 934                                      | 10  |     |     |     |     |     |     |     | 6   |     |     | DNF |     |     |     |     |     |     |     |     |
| 1978   | Brumos Porsche Porsche Gelo Racing Gene Felton       | Porsche 935 Porsche 936 Datsun 210 Buick Skyhawk | DAY | SEB | MUG | TAL | DIJ | SIL | NÜR | LEM | MIS | DAY | WAT | VAL | ROD |     |     |     |     |     |     |     |
| 1978   | Brumos Porsche Porsche Gelo Racing Gene Felton       | Porsche 935 Porsche 936 Datsun 210 Buick Skyhawk | 1   | DNF |     | 1   |     |     |     | 3   |     | 3   | 1   |     | DNF |     |     |     |     |     |     |     |
| 1979   | Gelo Racing Thunderbird Brumos Porsche Charles Pozzi | Porsche 935 Ferrari 512 BB                       | DAY | SEB | MUG | TAL | DIJ | RIV | SIL | NÜR | LEM | PER | DAY | WAT | SPA | BRH | ROA | VAL | ELS |     |     |     |
| 1979   | Gelo Racing Thunderbird Brumos Porsche Charles Pozzi | Porsche 935 Ferrari 512 BB                       | 32  | DNF |     |     |     | 5   |     |     | DNF |     |     | DNF |     |     | DNF |     |     |     |     |     |
| 1980   | Brumos Porsche                                       | Porsche 935                                      | DAY | BRH | SEB | MUG | MON | RIV | SIL | NÜR | LEM | DAY | WAT | SPA | MOS | ROA | VAL | DIJ |     |     |     |     |
| 1980   | Brumos Porsche                                       | Porsche 935                                      | 11  |     | 10  |     |     | DNF |     |     |     |     |     |     |     |     |     |     |     |     |     |     |